# Pat Crerand
Patrick Timothy Crerand, conhecido por Pat Crerand (nascido em 19 de fevereiro de 1939), é um ex-jogador de futebol escocês. Depois de seis anos no Celtic, ele mudou-se para o Manchester United, onde foi membro do time que conquistou duas vezes o título da Liga Inglesa, a FA Cup e a Liga dos Campeões. Ele também jogou 16 vezes na Seleção Escocesa de Futebol. 
Ele trabalhou um tempo como assistente no Manchester United e depois teve uma temporada como treinador do Northampton Town e desde então teve uma carreira na mídia. Ele começou no rádio e agora comenta as partidas pela MUTV.   

## Vida Pessoal
Crerand é filho de imigrantes irlandeses e nasceu em Glasgow em 19 de fevereiro de 1939. Seu pai, Michael Crerand, foi morto em 12 de março de 1941 em uma incursão aérea alemã em um estaleiro em Clydebank; Crerand tinha dois anos de idade.
Crerand casou-se com Noreen Ferry, uma escocesa de descendência irlandesa, em 1963. Eles têm três filhos, Patrick, Lorraine e Danny, que também era um futebolista profissional; ele também tem oito netos. Em 2007, ele lançou sua autobiografia Never Turn the Other Cheek.
Crerand disse em sua autobiografia que ele era um amigo de John Hume e que falou com membros do IRA, incluindo Martin McGuinness, em um esforço para resolver os ataques de 1975. 

## Carreira
Depois de passar seis anos no Celtic, ele assinou com o Manchester United em 6 de fevereiro de 1963, fazendo sua estréia contra Blackpool. Ele ajudou o United a vencer o campeonato da liga em 1965 e 1967, a FA Cup de 1963 e a final da Liga dos Campeões de 1968. 
Ele também representou a Seleção Escocesa em 16 jogos. Crerand foi introduzido no Hall da Fama do Futebol Escocês em novembro de 2011.
Ele se aposentou em 1971, tendo jogado em 401 jogos, marcando 19 gols para o United. 

## Carreira Fora dos Campos

### Nos Clubes
Depois de se aposentar como jogador, ele se tornou um assistente no United, quando Tommy Docherty foi nomeado treinador em dezembro de 1972. No entanto, Docherty adicionou Frank Blunstone e Tommy Cavanagh a sua equipe de treinadores o que minou um pouco o espaço de Crerand. Crerand acabou deixando o United em 1976. 
Crerand também foi treinador do Northampton Town em 1976-77. 

### Na Mídia
Crerand cobriu os jogos do United em uma rádio local na década de 1980 e início dos anos 90, hoje em dia, ele aparece regularmente no MUTV, o canal de televisão oficial do clube, como um comentarista nas cobertura de todos os jogos da primeira equipe e da reserva do Manchester United.
Em fevereiro de 2009, Crerand foi parte do contingente do Manchester United que visitou Malta para comemorar o 50º aniversário da fundação do Clube de Apoiadores do Manchester United de Malta, o clube de torcedores mais antigo do mundo.
Em 1995, Crerand apoiou Eric Cantona durante a época de seu infame golpe de kung-fu no torcedor do Crystal Palace. 
Em outubro de 2014, o ex-capitão Roy Keane criticou Crerand e Bryan Robson por serem tendenciosos em relação ao clube em seus trabalhos. Keane citou um incidente onde Nani foi expulso em uma Liga dos Campeões contra o Real Madrid, Keane acreditou ser uma decisão correta, mas Crerand e Robson acreditaram que não foi.
Em 10 de dezembro de 2012, Crerand teve uma reação hostil durante uma entrevista na BBC Radio 5 Live, onde foi perguntado sobre o incidente em que Rio Ferdinand foi atingido por uma moeda da torcida do Manchester City durante o derby de Manchester do dia anterior. 

## Títulos
Manchester United
- Football League First Division: 1964–65, 1966–67
- Copa da Inglaterra: 1962–63
- Liga dos Campeões da UEFA: 1967–68
- Supercopa da Inglaterra: 1965, 1967

### Prêmios individuais
- Hall da Fama do Futebol Escocês: 2011